# Howaldtswerke-Deutsche Werft
Howaldtswerke-Deutsche Werft GmbH (HWK, HDW) – niemieckie przedsiębiorstwo stoczniowe, powstałe w 1968 roku z połączenia Howaldtswerke Hamburg AG w Hamburgu z Deutsche Werft AG w Kilonii, ze stoczniami w Hamburgu oraz Kilonii.
W 1986 roku, zakład w Hamburgu został sprzedany konglomeratowi Blohm und Voss AG (ThyssenKrupp Marine Systems).
Cywilna produkcja należy do Abu Dhabi MAR, z ZEA.